# Spiele der kleinen Staaten von Europa 2017
| XVI. Spiele der kleinen Staaten von Europa | XVI. Spiele der kleinen Staaten von Europa |
| ------------------------------------------ | ------------------------------------------ |
| Ausrichtendes Land                         | San Marino                                 |
| Teilnehmende Nationen                      | 9                                          |
| Eröffnung                                  | 29. Mai 2017                               |
| Schlussfeier                               | 3. Juni 2017                               |

| Medaillenspiegel | Medaillenspiegel | Medaillenspiegel | Medaillenspiegel | Medaillenspiegel | Medaillenspiegel |
| Platz            | Land             | Gold             | Silber           | Bronze           | Gesamt           |
| ---------------- | ---------------- | ---------------- | ---------------- | ---------------- | ---------------- |
| 1                | Luxemburg        | 38               | 36               | 24               | 98               |
| 2                | Zypern           | 30               | 35               | 19               | 84               |
| 3                | Island           | 27               | 14               | 19               | 60               |
| 4                | Montenegro       | 13               | 6                | 12               | 31               |
| 5                | Monaco           | 8                | 10               | 16               | 34               |
| 6                | San Marino       | 6                | 10               | 14               | 30               |
| 7                | Malta            | 4                | 9                | 16               | 29               |
| 8                | Liechtenstein    | 4                | 5                | 9                | 18               |
| 9                | Andorra          | 1                | 6                | 10               | 17               |

Die Spiele der kleinen Staaten von Europa 2017 fanden vom 29. Mai bis zum 3. Juni 2017 in San Marino, San Marino statt.

## Sportarten
| - Basketball - Beachvolleyball - Bogenschießen - Boule - Judo - Leichtathletik - Radsport - Schießen - Schwimmen - Tennis - Tischtennis - Volleyball |

## Wettkampfstätten
| Sportart        | Wettkampfstätte            | Ort                   |
| --------------- | -------------------------- | --------------------- |
| Basketball      | Multieventi Sport Domus    | Serravalle            |
| Beachvolleyball | Beach Volley Arena         | Serravalle            |
| Bogenschießen   | Montecchio Stadium         | San Marino            |
| Boule           | Bocciodromo San Marino     | Borgo Maggiore        |
| Judo            | Acquaviva School Gym       | Acquaviva             |
| Leichtathletik  | San Marino Stadium         | Serravalle            |
| Schießen        | Shooting Area, Tiro a Volo | Acquaviva, San Marino |
| Schwimmen       | Multieventi Piscina        | Serravalle            |
| Tennis          | Montecchio Tennis Center   | San Marino            |
| Tischtennis     | Kursaal Congress Center    | San Marino            |
| Volleyball      | Palestra A. Casedei        | Serravalle            |

## Zeitplan
Legende zum nachfolgend dargestellten Wettkampfprogramm:
|  | Eröffnungs- und Abschlusszeremonie |  | Qualifikationswettkämpfe | ? | Finalentscheidungen |

Letzte Spalte: Gesamtanzahl der Entscheidungen in den einzelnen Sportarten
| Eröffnungsfeier         |     |     |     |    |    |    |        |
| Basketball              |     |     |     |    | 1  | 1  | 2      |
| Beachvolleyball         |     |     |     |    | 2  |    | 2      |
| Bogenschießen           |     |     |     |    | 8  |    | 8      |
| Boule                   |     | 3   | 4   |    |    |    | 7      |
| Judo                    |     |     | 12  |    | 2  |    | 14     |
| Leichtathletik          |     | 10  |     | 12 |    | 15 | 37     |
| Radsport                |     | 4   |     |    | 3  | 2  | 9      |
| Schießen                |     |     | 3   | 2  | 1  | 1  | 7      |
| Schwimmen               |     | 8   | 10  | 8  | 6  |    | 32     |
| Tennis                  |     |     |     |    | 3  | 2  | 5      |
| Tischtennis             |     |     | 2   | 2  |    | 2  | 6      |
| Volleyball              |     |     |     |    |    | 2  | 2      |
| Abschlussfeier          |     |     |     |    |    |    |        |
| Medaillenentscheidungen |     |     |     |    |    |    | 131    |
| Mai                     | 29. | 30. | 31. | 1. | 2. | 3. | Juni   |
|                         | Mo  | Di  | Mi  | Do | Fr | Sa | Gesamt |